# Otzberg
Otzberg település Németországban, Hessen tartományban. Lakosainak száma 6502 fő (2023. december 31.). Otzberg Groß-Umstadt, Höchst i. Odw., Brensbach, Reinheim és Groß-Zimmern községekkel határos.

## Fekvése
Darmstadttól délkeletre fekvő település.

## Története
A település és környéke már az újkőkorban is lakott volt, később a Kelták, majd a rómaiak éltek ezen a vidéken, kikről úgy tartják hogy együtt éltek a germán törzsek különböző maradványaival.
Egy 1231-ből való dokumentum említi a mainzi érsek III. Siegfried megbízottként a Fuldai apátság és II. Otto  megállapodását az Otzbergi vár közös használatára vonatkozóan. Ez az első említése a várnak ezen a dombtetőn. 1390-ben II. Ruprecht gróf nádor birtokolta, 1504-ben az örökösödési háború idején Otzberg vezető tisztségviselője II. Wilhelm Hesseni gróf foglalták el azt katonailag.
A harmincéves háború alatt 1626-ban II. Ferdinánd császáré, 1648-ban a vesztfáliai béke szerint az új nádor Karl Ludwig I. kapta meg újra a régi területeket.

## Galéria

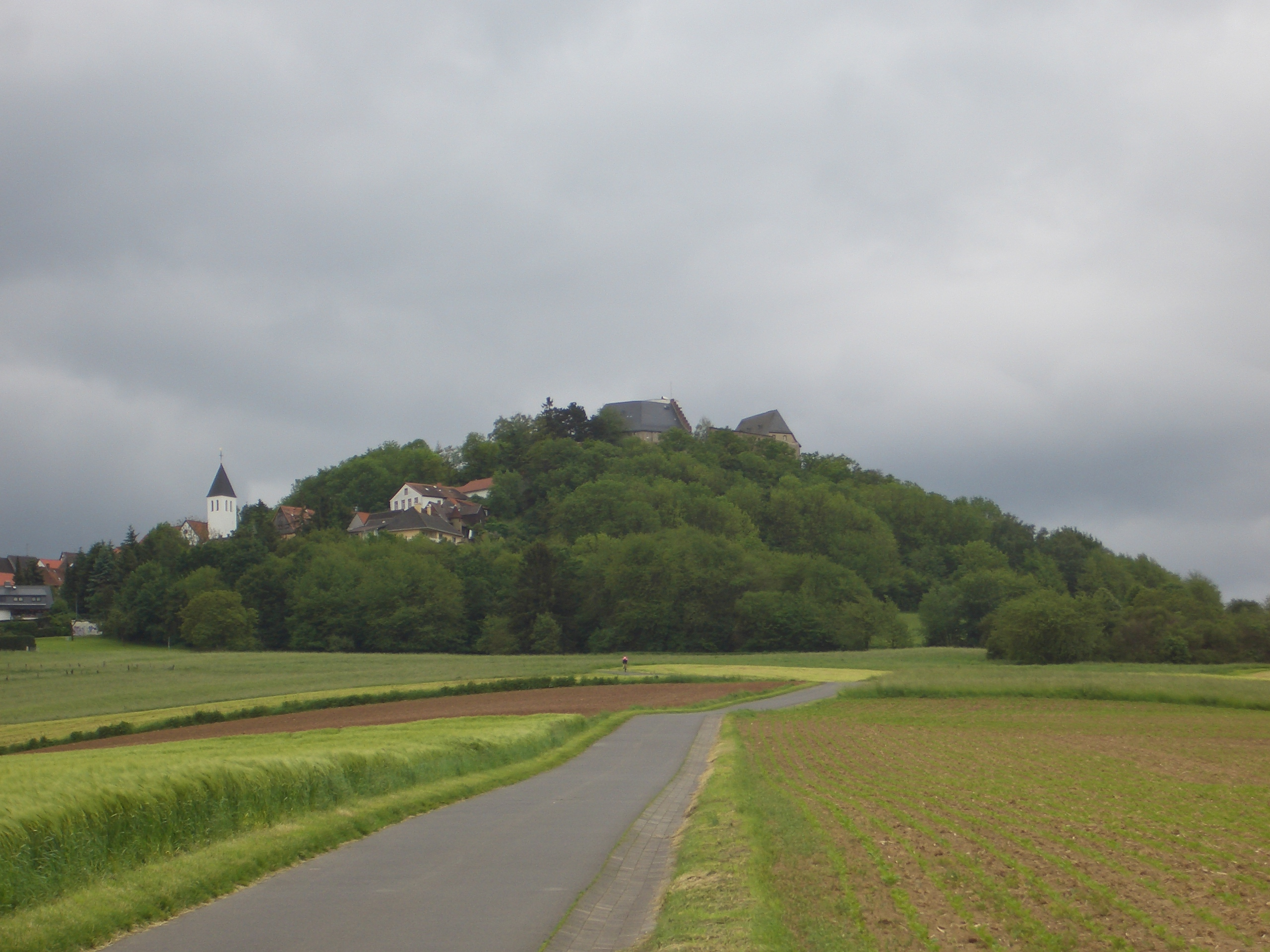
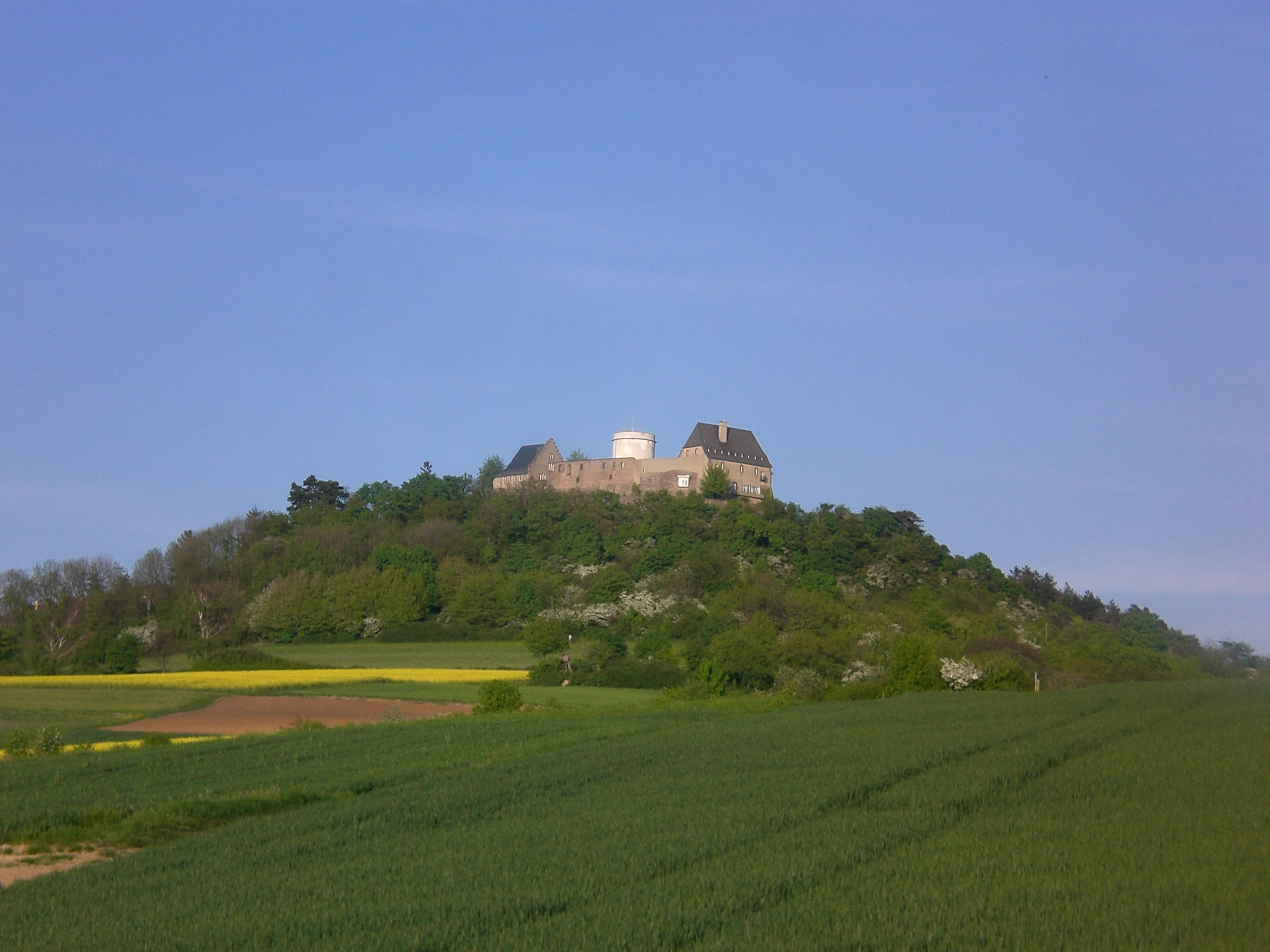
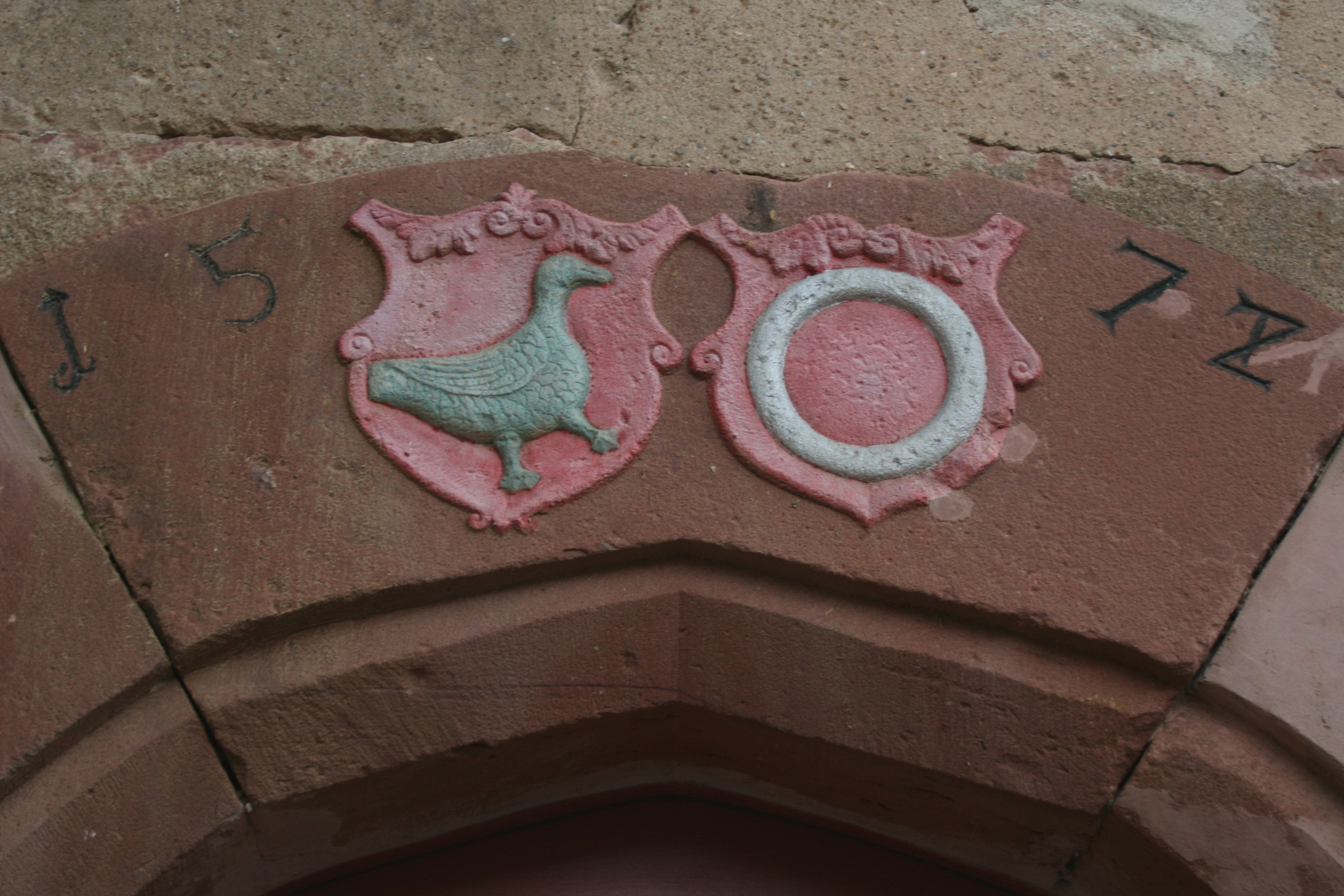
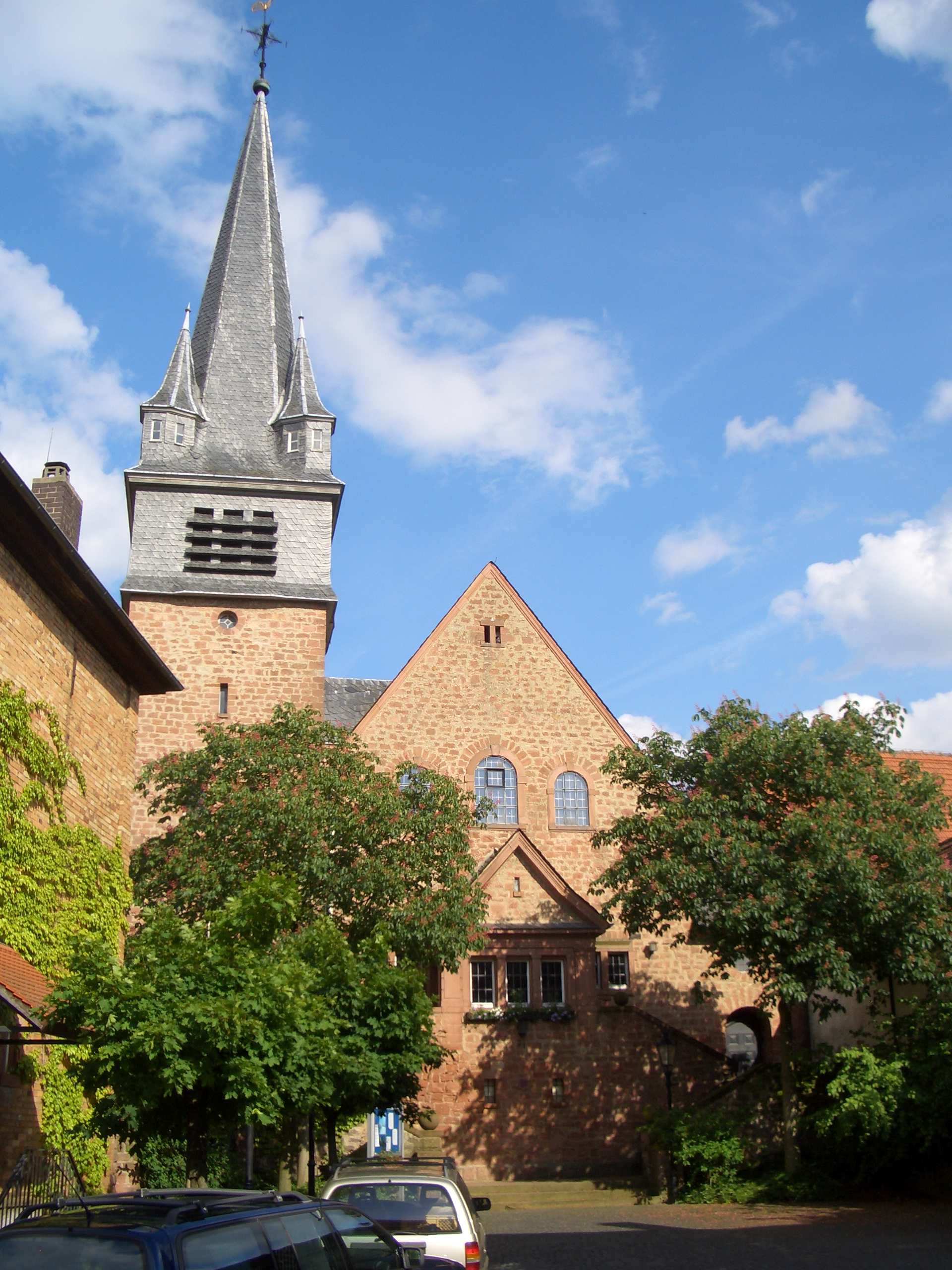
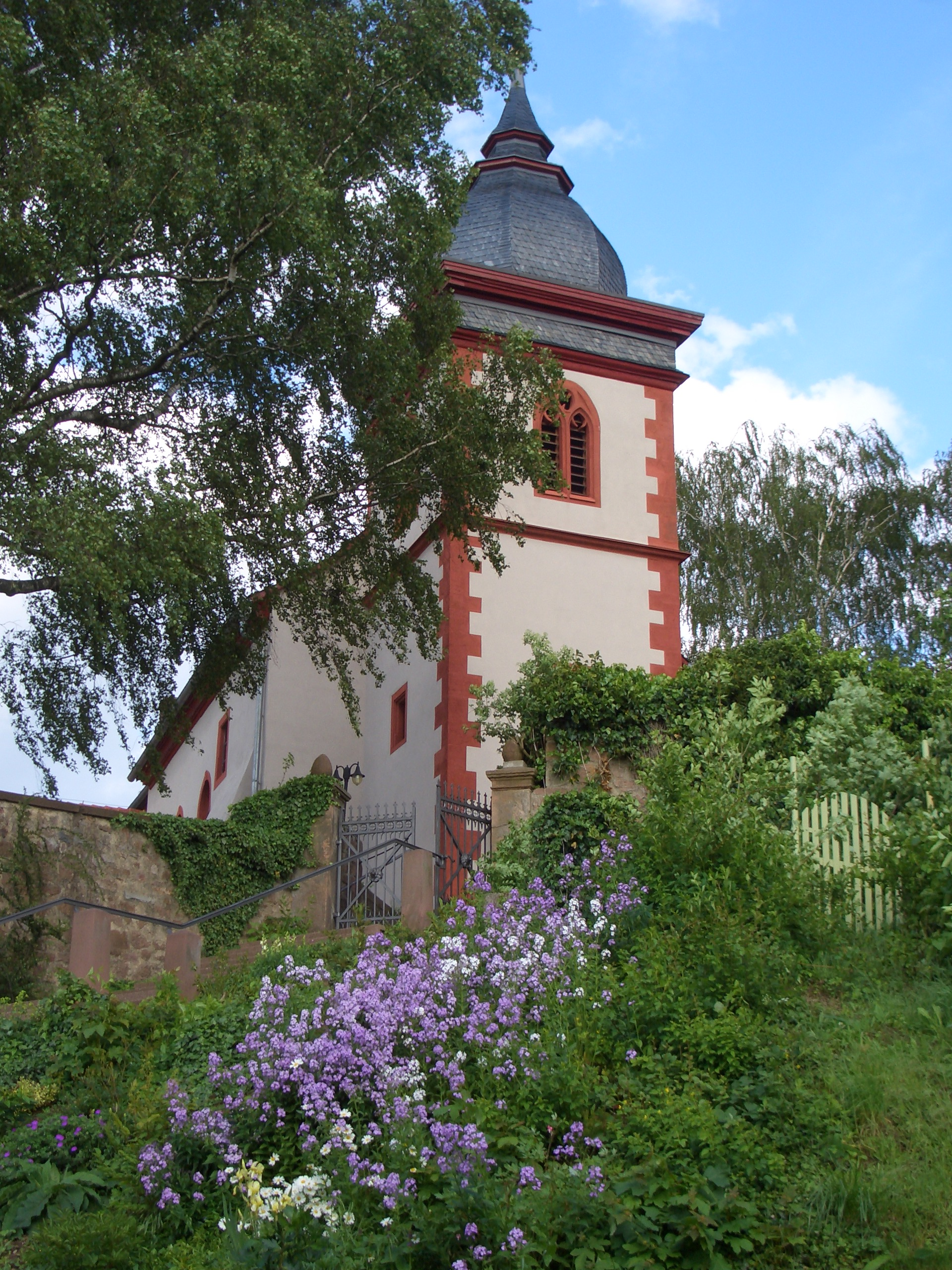

## Népesség
A település népességének változása:
| Lakosok száma | 6302 | 6423 | 6424 | 6477 | 6540 | 6502 |
|               | 2014 | 2017 | 2019 | 2021 | 2022 | 2023 |